# Musical Instrument Digital Interface
« MIDI » redirige ici. Pour les autres significations, voir Midi.

Logo MIDI de la MIDI Manufacturers Association.

Le MIDI (abréviation de Musical Instrument Digital Interface) est un protocole de communication et un format de fichier destinés à la musique, et utilisés pour la communication entre instruments électroniques, contrôleurs, séquenceurs, et logiciels de musique.
Ce protocole naît de la volonté de l'industrie de normaliser les échanges entre les instruments électroniques de musique au début des années 1980 et s'impose rapidement comme un standard incontournable dans le matériel électronique de musique.

## Histoire
Dans les années 1970 et 1980, le développement de l'industrie des synthétiseurs et autres appareils associés pose le problème de l'interopérabilité des machines, notamment d'une marque à l'autre, chaque constructeur étant tenté de développer son propre protocole autour des technologies numériques émergentes. L'enjeu est de définir une norme commune qu'utiliseraient tous les constructeurs afin de pouvoir facilement commander plusieurs synthétiseurs, de marques différentes, à partir d'un même clavier ou d'un séquenceur numérique, par exemple. Les concepteurs de synthétiseurs Dave Smith (Sequential Circuits), Ikutarō Kakehashi (Roland), et Tom Oberheim (Oberheim) se concertent lors du NAMM de juin 1981 et réfléchissent à une standardisation des communications.
La collaboration entre les concurrents est fructueuse et la norme est mise au point en 1982. La première démonstration publique a lieu lors du NAMM de 1983, entre un Jupiter-6 (de Roland) et un Prophet-600 (de Sequential Circuits), par leurs deux représentants et fondateurs, Ikutarō Kakehashi et Dave Smith. Ces deux instruments ainsi que le Yamaha DX9 sont les premiers synthétiseurs MIDI commercialisés.
Lancé en 1985, l'ordinateur Atari ST popularise la norme MIDI auprès des musiciens, notamment en raison de ses prises MIDI intégrées et de la qualité des séquenceurs logiciels, comme ceux développés par Steinberg. Le standard est géré par une association, International MIDI Association (IMA), la position des constructeurs étant défendue par la MIDI Manufacturers Association (MMA),. En 1991, une déclinaison nommée General MIDI voit le jour. En janvier 2018, la norme MPE est ajoutée. Cette norme (en anglais : MIDI Polyphonic Expression, expression polyphonique MIDI), permet de moduler les sons par note et non plus par canal. 
En août 2018, la norme TRS est ajoutée, permettant d'utiliser un jack 2,5 ou 3,5 mm, plus compact que le connecteur DIN 41524 du standard utilisé jusqu'alors.

## Connexion physique

### Bus
Les informations d'un bus MIDI sont codées de manière numérique, proche du signal série RS-232 dont, bien que différent, il reprend certains principes[Lesquels ?]. Les premiers modules MIDI utilisaient pour cette raison des puces UART de type 16550 ou 8250, tandis que de nos jours[évasif], ces fonctions intégrées au cœur des processeurs sont utilisées. La limite de longueur du câble est établie à 15 mètres. Il a les caractéristiques suivantes :
- Les informations sont transmises par modulation d'amplitude, avec l'état 1 à 0 mA et l'état 0 à 5 mA ;
- Le signal est transmis à une vitesse de 31 250 bauds. Chaque octet transmis est précédé d'un bit de start et est suivi d'un bit de stop, sans bit de parité, soit un total de 10 bits transmis. Aucun signal d’établissement de liaison n'est utilisé.

### Connectique classique (DIN)

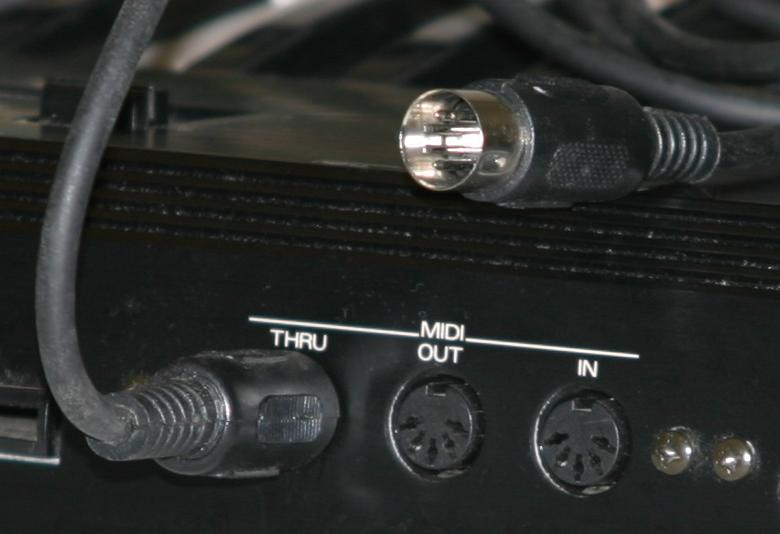
Triplet classique de ports MIDI IN, OUT et THRU au format DIN 5 broches.

La liaison classique définie par la norme est une connexion série symétrique à 31,25 kbit/s, transmise via des connecteurs DIN 41524, de type 5 broches, placés sur 180°. La liaison est unidirectionnelle, donc deux connectiques distinctes sont nécessaires pour l'entrée (notée MIDI IN) et la sortie (notée MIDI OUT). Les appareils connectés sont isolés par un photocoupleur.
Le protocole MIDI permet à un contrôleur maître de commander plusieurs instruments, qui doivent alors être branchés en réseau. Il existe pour cela des appareils d'interconnexion intermédiaires permettant des formes de réseaux variées. Dans la pratique, les instruments sont souvent branchés en cascade (réseau linéaire type daisy-chain), les appareils MIDI possédant généralement une sortie dupliquant ce qui a été reçu. Cette sortie peut être la prise MIDI OUT si elle duplique ce que l'appareil reçoit en MIDI IN, ou sinon une prise particulière, notée MIDI THRU, permettant de récupérer une copie directe du MIDI IN, sans modification ni temps de latence induite par les traitements internes. Le signal THRU est cependant déformé à travers un photocoupleur, déformation qui peut devenir problématique dans le cas d'une chaîne comportant plusieurs copies MIDI THRU successives.

### Autres connectiques
Certains constructeurs utilisent des connecteurs de type jack (TRS de 2,5 mm et 3,5 mm) en fournissant des adaptateurs vers le DIN classique profitant ainsi d'un encombrement moindre. Depuis le 14 août 2018 le câblage de cette connectique est standardisé par le MMA qui préconise de privilégier le 2,5 mm pour éviter les confusions avec les connectiques audio classiques. Diverses interfaces permettent d'échanger des messages MIDI à travers de nombreuses technologies (Universal Serial Bus, Firewire, Ethernet, Bluetooth, etc.). Les anciennes cartes son possédant un connecteur DB15 femelle (interface « joystick » analogique) peuvent gérer les signaux MIDI grâce à la norme MPU-401.
Depuis les années 2000, l'USB se généralise sur les ordinateurs, et les appareils dédiés à la MAO se voient munis de port USB Type-B. L'ordinateur et l'appareil MIDI peuvent alors échanger des messages MIDI de manière native si l'appareil respecte le standard Class Compliant.
Il existe également des connexions purement logicielles (par exemple JACK Audio Connection Kit) pour relier des instruments virtuels.

## Messages
Le protocole MIDI ne transmet pas de signal audio, mais uniquement des messages de commandes. La plupart des messages contiennent un identifiant de canal, cela donne la possibilité de multiplexer 16 canaux pour commander plusieurs instruments distinctement à travers un même câble.

### Notes de musique

Correspondance entre les notes et le code MIDI associés.

### Clavier maître

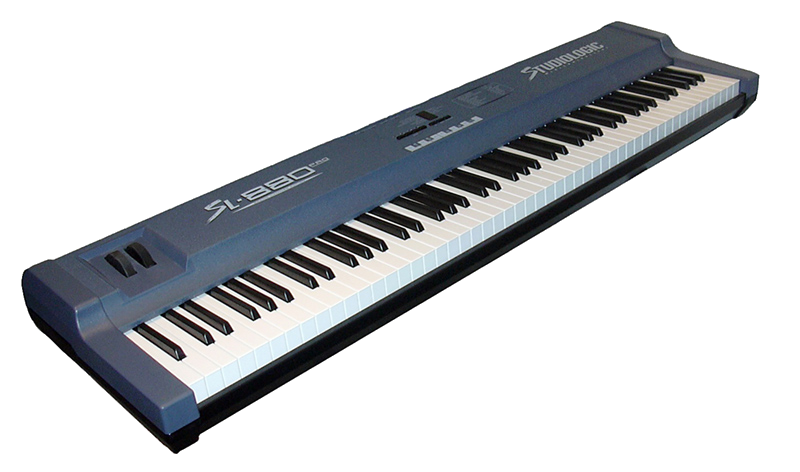
Clavier maître.

### Surface de contrôle

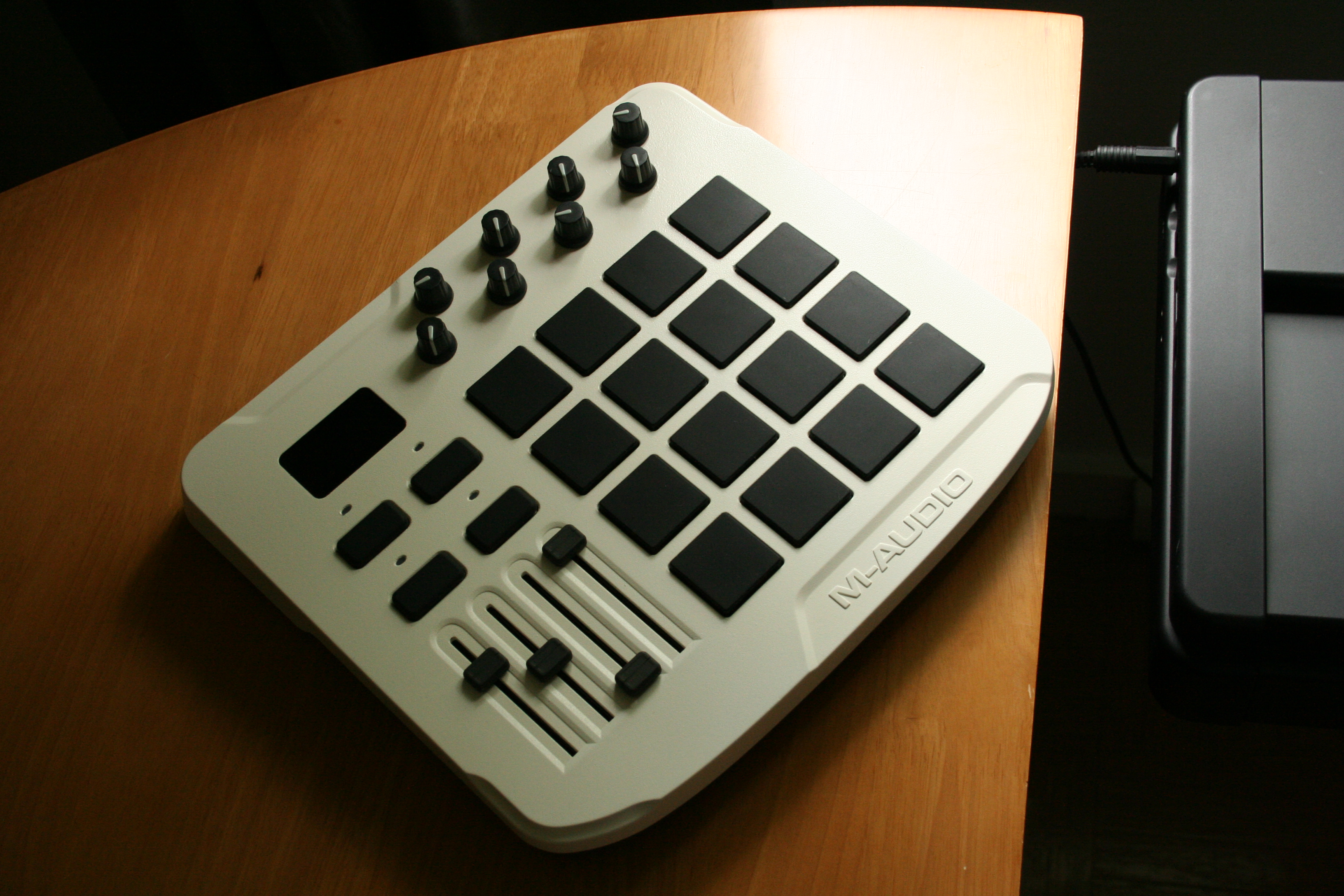
Surface de contrôle disposant de 16 pads, 8 potentiomètres et 4 faders.